# Discografia di Nelly
La seguente pagina contiene la discografia di Nelly, cantante statunitense.

## Album

### Album in studio
| Titolo                                                  | Dettagli | Posizione più alta | Posizione più alta | Posizione più alta | Posizione più alta | Posizione più alta | Posizione più alta | Posizione più alta | Posizione più alta | Posizione più alta | Posizione più alta | Certificazioni                                                                                                   |
| Titolo                                                  | Dettagli | US                 | AUS                | CAN                | GER                | IRL                | NED                | NOR                | NZ                 | SUI                | UK                 | Certificazioni                                                                                                   |
| ------------------------------------------------------- | --- | ------------------ | ------------------ | ------------------ | ------------------ | ------------------ | ------------------ | ------------------ | ------------------ | ------------------ | ------------------ | --- |
| Country Grammar                                         | - Data di pubblicazione: 27 giugno 2000 - Etichetta: Fo' Reel Ent., Universal Records - Formati: CD, Download digitale  | 1                  | 4                  | 7                  | 45                 | 15                 | 8                  | 35                 | 3                  | 90                 | 14                 | - AUS: Platino - CAN: 3× Platino - NZ: 3× Platino - UK: Oro - US: 9× Platino                                     |
| Nellyville                                              | - Data di pubblicazione: 25 giugno] 2002 - Etichetta: Fo' Reel Ent., Universal Records - Formati: CD, Download digitale | 1                  | 2                  | 2                  | 2                  | 3                  | 4                  | 9                  | 2                  | 6                  | 2                  | - AUS: 3× Platino - CAN: 4× Platino - GER: Oro - NZ: 2× Platino - SUI: Platino - UK: 2× Platino - US: 6× Platino |
| Suit                                                    | - Data di pubblicazione: 14 settembre 2004 - Etichetta: Derrty Ent., Universal Records - Formati: CD, Download digitale | 1                  | 7                  | 1                  | 8                  | 21                 | 17                 | 29                 | 6                  | 11                 | 8                  | - AUS: Oro - NZ: Oro - UK: Platino - US: 3× Platino                                                              |
| Sweat                                                   | - Data di pubblicazione: 14 settembre 2004 - Etichetta: Derrty Ent., Universal Records - Formati: CD, Download digitale | 2                  | 10                 | 2                  | 17                 | 34                 | 28                 | 36                 | 7                  | 16                 | 11                 | - AUS: Oro - NZ: Oro - UK: Oro - US: Platino                                                                     |
| Brass Knuckles                                          | - Data di pubblicazione: 16 settembre 2008 - Etichetta: Derrty Ent., Universal Motown - Formati: CD, Download digitale  | 3                  | 15                 | 22                 | —                  | 60                 | —                  | —                  | 22                 | 55                 | 20                 | - US: Oro |
| 5.0                                                     | - Data di pubblicazione: 16 novembre 2010 - Etichetta: Derrty Ent., Universal Motown - Formati: CD, Download digitale   | 10                 | 17                 | 19                 | 63                 | —                  | —                  | —                  | —                  | 52                 | 59                 | |
| "—" segnala che il singolo non è entrato in classifica. | |                    |                    |                    |                    |                    |                    |                    |                    |                    |                    | |

### Compilation
| Titolo                                                  | Dettagli | Posizione più alta | Posizione più alta | Posizione più alta | Posizione più alta | Posizione più alta | Posizione più alta | Certificazioni |
| Titolo                                                  | Dettagli | US                 | US R&B             | US Rap             | AUS                | NZ                 | UK                 | Certificazioni |
| ------------------------------------------------------- | --- | ------------------ | ------------------ | ------------------ | ------------------ | ------------------ | ------------------ | -------------- |
| Sweatsuit                                               | - Data di pubblicazione: 22 novembre 2005 - Etichetta: Derrty Ent., Universal Records - Formati: CD, Download digitale      | 26                 | 6                  | 5                  | 22                 | 36                 | 41                 | - US: Oro      |
| The Best of Nelly                                       | - Data di pubblicazione: 4 febbraio 2009 - Etichetta: Derrty Ent., Universal International - Formati: CD, Download digitale | —                  | —                  | —                  | —                  | —                  | —                  | —              |
| "—" segnala che il singolo non è entrato in classifica. | |                    |                    |                    |                    |                    |                    |                |

### Album remix
| Titolo                              | Dettagli | Posizione più alta | Posizione più alta | Posizione più alta | Posizione più alta | Certificazioni           |
| Titolo                              | Dettagli | US                 | US R&B             | GER                | SUI                | Certificazioni           |
| ----------------------------------- | --- | ------------------ | ------------------ | ------------------ | ------------------ | ------------------------ |
| Da Derrty Versions: The Reinvention | - Data di pubblicazione: 23 novembre 2003 - Etichetta: Derrty Ent., Universal Records - Formati: CD, Download digitale | 12                 | 6                  | 85                 | 91                 | - CAN: Oro - US: Platino |

### Extended play
| Titolo                                                  | Dettagli | Posizione più alta | Posizione più alta | Posizione più alta |
| Titolo                                                  | Dettagli | US R&B             | US Rap             |                    |
| ------------------------------------------------------- | --- | ------------------ | ------------------ | ------------------ |
| 6 Derrty Hits                                           | - Data di pubblicazione: 25 novembre 2008 - Etichetta: Derrty Ent., Universal Motown - Formati: Download digitale | 57                 | 24                 |                    |
| 6 Pack                                                  | - Data di pubblicazione: 12 ottobre 2010 - Etichetta: Derrty Ent., Universal Motown - Formati: Download digitale  | —                  | —                  |                    |
| "—" segnala che il singolo non è entrato in classifica. | |                    |                    |                    |

### Album in collaborazione
| Titolo                                                  | Dettagli                                                                                                | Posizione più alta | Posizione più alta | Posizione più alta | Certificazioni           |
| Titolo                                                  | Dettagli                                                                                                | US                 | US R&B             | CAN                | Certificazioni           |
| ------------------------------------------------------- | --- | ------------------ | ------------------ | ------------------ | ------------------------ |
| Free City (with St. Lunatics)                           | - Data di pubblicazione: 5 giugno 2001 - Etichetta: Universal Records - Formati: CD, Download digitale  | 3                  | 1                  | 18                 | - US: Platino - CAN: Oro |
| Who's the Boss (with St. Lunatics)                      | - Data di pubblicazione: 21 febbraio 2006 - Etichetta: Fast Life Music - Formati: CD, Download digitale | 114                | 28                 | —                  |                          |
| "—" segnala che il singolo non è entrato in classifica. | |                    |                    |                    |                          |

## Singoli

### Singoli da solista
| Anno                                                   | Singolo                                                    | Posizione più alta | Posizione più alta | Posizione più alta | Posizione più alta | Posizione più alta | Posizione più alta | Posizione più alta | Posizione più alta | Posizione più alta | Posizione più alta | Album                               |
| Anno                                                   | Singolo                                                    | US                 | AUS                | CAN                | GER                | IRL                | NED                | NOR                | NZ                 | SUI                | UK                 | Album                               |
| ------------------------------------------------------ | ---------------------------------------------------------- | ------------------ | ------------------ | ------------------ | ------------------ | ------------------ | ------------------ | ------------------ | ------------------ | ------------------ | ------------------ | ----------------------------------- |
| 2000                                                   | Country Grammar (Hot Shit)                                 | 7                  | 20                 | 10                 | 20                 | 22                 | 20                 | —                  | 43                 | 58                 | 7                  | Country Grammar                     |
| 2000                                                   | E.I.                                                       | 16                 | 12                 | —                  | 22                 | 15                 | 30                 | —                  | —                  | 89                 | 11                 | Country Grammar                     |
| 2001                                                   | Ride wit Me (featuring City Spud)                          | 3                  | 4                  | —                  | 25                 | 4                  | 6                  | 7                  | 20                 | 22                 | 3                  | Country Grammar                     |
| 2001                                                   | Batter Up (con St. Lunatics)                               | —                  | 19                 | —                  | —                  | 30                 | 31                 | —                  | —                  | 75                 | 28                 | Country Grammar                     |
| 2002                                                   | Hot in Herre                                               | 1                  | 3                  | 1                  | 8                  | 10                 | 3                  | 5                  | 3                  | 10                 | 4                  | Nellyville                          |
| 2002                                                   | Dilemma (featuring Kelly Rowland)                          | 1                  | 1                  | 3                  | 1                  | 1                  | 1                  | 2                  | 2                  | 1                  | 1                  | Nellyville                          |
| 2002                                                   | Air Force Ones (featuring Kyjuan, Murphy Lee & Ali)        | 3                  | —                  | —                  | —                  | —                  | —                  | —                  | —                  | —                  | —                  | Nellyville                          |
| 2003                                                   | Work It (featuring Justin Timberlake)                      | 68                 | 14                 | 13                 | —                  | 11                 | 16                 | 15                 | 17                 | 59                 | 7                  | Nellyville                          |
| 2003                                                   | Pimp Juice                                                 | 58                 | —                  | —                  | —                  | —                  | —                  | —                  | —                  | —                  | —                  | Nellyville                          |
| 2003                                                   | Iz U                                                       | —                  | 34                 | —                  | 47                 | 35                 | 97                 | —                  | —                  | 43                 | 36                 | Da Derrty Versions: The Reinvention |
| 2004                                                   | Flap Your Wings                                            | 52                 | 1                  | —                  | —                  | 2                  | —                  | —                  | 1                  | —                  | 1                  | Sweat                               |
| 2004                                                   | My Place (featuring Jaheim)                                | 4                  | 1                  | —                  | 8                  | 2                  | 3                  | 11                 | 1                  | 5                  | 1                  | Suit                                |
| 2004                                                   | Tilt Ya Head Back (featuring Christina Aguilera)           | 58                 | 5                  | 16                 | —                  | 12                 | 16                 | —                  | 4                  | 16                 | 5                  | Sweat                               |
| 2004                                                   | Over and Over (featuring Tim McGraw)                       | 3                  | 1                  | 2                  | 8                  | 1                  | 28                 | 13                 | 2                  | 6                  | 1                  | Suit                                |
| 2005                                                   | Na-NaNa-Na (featuring Jazze Pha)                           | —                  | —                  | —                  | —                  | —                  | —                  | —                  | —                  | —                  | —                  | Sweat                               |
| 2005                                                   | 'N' Dey Say                                                | 64                 | 20                 | 12                 | 30                 | 11                 | 80                 | —                  | 17                 | 23                 | 6                  | Suit                                |
| 2005                                                   | Grillz (featuring Paul Wall, Ali & Gipp & Brandi Williams) | 1                  | 11                 | —                  | —                  | 12                 | —                  | —                  | 10                 | —                  | 24                 | Sweatsuit                           |
| 2008                                                   | Party People (featuring Fergie)                            | 40                 | 14                 | 52                 | —                  | 12                 | —                  | —                  | 7                  | —                  | 14                 | Brass Knuckles                      |
| 2008                                                   | Body on Me (featuring Ashanti & Akon)                      | 42                 | 32                 | 57                 | —                  | 12                 | —                  | —                  | 19                 | —                  | 17                 | Brass Knuckles                      |
| 2008                                                   | Stepped on My J'z (featuring Jermaine Dupri & Ciara)       | 90                 | —                  | —                  | —                  | —                  | —                  | —                  | —                  | —                  | —                  | Brass Knuckles                      |
| 2008                                                   | One & Only                                                 | —                  | —                  | —                  | —                  | —                  | —                  | —                  | —                  | —                  | —                  | Brass Knuckles                      |
| 2010                                                   | Just a Dream                                               | 3                  | 3                  | 5                  | 17                 | 8                  | 10                 | 15                 | 5                  | 22                 | 8                  | 5.0                                 |
| 2010                                                   | Move That Body (featuring Akon & T-Pain)                   | 54                 | 29                 | —                  | —                  | —                  | —                  | —                  | —                  | —                  | 71                 | 5.0                                 |
| 2011                                                   | Gone (featuring Kelly Rowland)                             | 113                | 55                 | —                  | —                  | —                  | —                  | —                  | —                  | —                  | —                  | 5.0                                 |
| "—" Segnala che il singolo non è entrato in classifica |                                                            |                    |                    |                    |                    |                    |                    |                    |                    |                    |                    |                                     |

### Come artista ospite
| Anno                                                    | Singolo                                                                                           | Posizione più alta | Posizione più alta | Posizione più alta | Posizione più alta | Posizione più alta | Posizione più alta | Posizione più alta | Posizione più alta | Posizione più alta | Posizione più alta | Album                     |
| Anno                                                    | Singolo                                                                                           | US                 | AUS                | CAN                | GER                | IRE                | NED                | NOR                | NZ                 | SUI                | UK                 | Album                     |
| ------------------------------------------------------- | ------------------------------------------------------------------------------------------------- | ------------------ | ------------------ | ------------------ | ------------------ | ------------------ | ------------------ | ------------------ | ------------------ | ------------------ | ------------------ | ------------------------- |
| 2001                                                    | Where the Party At (Jagged Edge featuring Nelly)                                                  | 3                  | —                  | 17                 | —                  | —                  | —                  | —                  | —                  | 25                 | —                  | Jagged Little Thrill      |
| 2002                                                    | Girlfriend (The Neptunes Remix) (NSYNC featuring Nelly)                                           | 5                  | 2                  | 1                  | —                  | 8                  | 8                  | 12                 | 13                 | 23                 | 2                  | Celebrity                 |
| 2003                                                    | All Night Long (Brian McKnight featuring Nelly)                                                   | —                  | —                  | —                  | —                  | —                  | —                  | —                  | —                  | —                  | —                  | U-Turn                    |
| 2005                                                    | Get It Poppin' (Fat Joe featuring Nelly)                                                          | 9                  | 30                 | —                  | 48                 | 26                 | —                  | —                  | 24                 | 49                 | 34                 | All or Nothing            |
| 2005                                                    | Nasty Girl (The Notorious B.I.G. featuring Diddy, Nelly, Jagged Edge & Avery Storm)               | 45                 | 15                 | —                  | —                  | 5                  | 22                 | —                  | 7                  | 14                 | 1                  | Duets: The Final Chapter  |
| 2006                                                    | Call on Me (Janet Jackson featuring Nelly)                                                        | 25                 | —                  | —                  | —                  | 20                 | —                  | —                  | 11                 | 43                 | 18                 | 20 Y.O                    |
| 2007                                                    | N' Da Paint (Ali & Gipp featuring Nelly)                                                          | —                  | —                  | —                  | —                  | —                  | —                  | —                  | —                  | —                  | —                  | Kinfolk                   |
| 2007                                                    | 5000 Ones (DJ Drama featuring Nelly, T.I., Diddy, Yung Joc, Willie the Kid, Young Jeezy & Twista) | —                  | —                  | —                  | —                  | —                  | —                  | —                  | —                  | —                  | —                  | Gangsta Grillz: The Album |
| 2008                                                    | Here I Am (Rick Ross featuring Nelly & Avery Storm)                                               | 41                 | —                  | —                  | —                  | —                  | —                  | —                  | —                  | —                  | —                  | Trilla                    |
| 2010                                                    | Miss Me (Mohombi featuring Nelly)                                                                 | —                  | —                  | —                  | —                  | —                  | —                  | —                  | —                  | —                  | 66                 | MoveMeant                 |
| "—" Segnala che il singolo non è entrato in classifica. |                                                                                                   |                    |                    |                    |                    |                    |                    |                    |                    |                    |                    |                           |

### Colonne sonore e singoli promozionali
| Titolo                                                  | Anno | Posizione più alta | Posizione più alta | Posizione più alta | Album                                                    |
| Titolo                                                  | Anno | US                 | US R&B             | US Pop             | Album                                                    |
| ------------------------------------------------------- | ---- | ------------------ | ------------------ | ------------------ | -------------------------------------------------------- |
| #1                                                      | 2001 | 22                 | —                  | —                  | Training Day OST                                         |
| Shake Ya Tailfeather (featuring Diddy & Murphy Lee)     | 2003 | 1                  | 3                  | —                  | Bad Boys II OST                                          |
| Fly Away                                                | 2005 | —                  | —                  | 40                 | The Longest Yard OST                                     |
| Errtime (featuring Jung Tru & King Jacob)               | 2005 | 24                 | —                  | —                  | The Longest Yard OST                                     |
| Wadsyaname                                              | 2007 | 43                 | 31                 | —                  | Brass Knuckles (Japanese/Australian edition bonus track) |
| Warrior                                                 | 2008 | 96                 | —                  | —                  | AT&T Team USA OST                                        |
| Let It Go (Lil Mama) (featuring Pharrell Williams)      | 2008 | —                  | —                  | —                  | Brass Knuckles                                           |
| Tippin' In da Club                                      | 2010 | —                  | 79                 | —                  | Non-album single                                         |
| Long Gone (featuring Plies & Chris Brown)               | 2010 | —                  | —                  | —                  | 5.0                                                      |
| "—" Segnala che il singolo non è entrato in classifica. |      |                    |                    |                    |                                                          |

### Altri brani in classifica
| Titolo                                               | Anno | Posizione più alta | Posizione più alta | Posizione più alta | Posizione più alta | Album |
| Titolo                                               | Anno | AUS                | CAN                | UK                 | US                 | Album |
| ---------------------------------------------------- | ---- | ------------------ | ------------------ | ------------------ | ------------------ | ----- |
| Liv Tonight (featuring Keri Hilson)                  | 2010 | 39                 | 74                 | 58                 | 75                 | 5.0   |
| "—" denota che il brano non è entrato in classifica. |      |                    |                    |                    |                    |       |